# 朱杰勤
朱杰勤（1913年—1990年），男，原籍广东顺德，生于广州，中国历史学家，暨南大学历史系教授。